# Битва під Леніно
Битва під Леніно — битва 12-13 жовтня 1943 року неподалік від селища Леніно (Могильовська область, БРСР) між 33-ю армією Західного Фронту під командуванням генерала Гордова, до складу якої входила 1-ша Варшавська піхотна дивізія імені Тадеуша Костюшка, і силами Вермахту.
Битва була частиною Оршанської наступальної операції. Вона стала першим боєм польських підрозділів на Східноєвропейському театрі бойових дій Другої світової війни. Битва під Леніно — один з найбільш суперечливих і широко обговорюваних епізодів новітньої польської історії. До 1989 року до дати битви в ПНР був приурочений День Народного Війська Польського (з 1992 року свято Війська Польського відзначається в річницю Варшавської битви 1920). Після падіння комуністичного режиму в Польщі ставлення до битви і її впливу на подальшу історію Польщі змінилося на переважно негативне.

## Приїзд польських частин на фронт

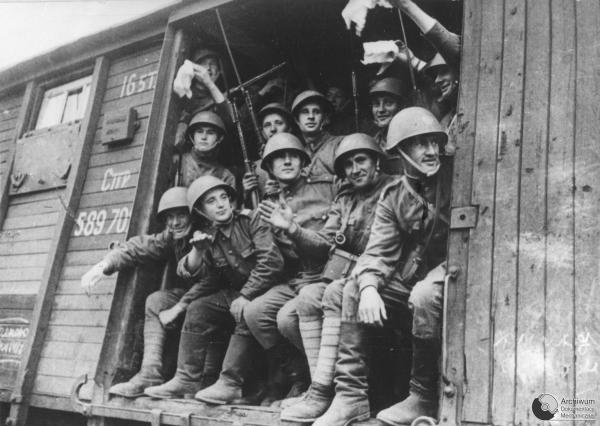
Польські частини їдуть на фронт, 1943.

Планувалося, що навчальна підготовка 1-ї польської дивізії буде завершена до 15 вересня 1943. Відправка частини на фронт у цьому випадку могла збігтися з 4-ю річницею нападу СРСР на Польщу. Щоб цього уникнути, Зигмунт Берлінг і Ванда Василевська відправили Верховному Головнокомандувачу прохання: «У зв'язку з тим, що на 1 вересня припадає річниця нападу Німеччини на Польщу, гаряче просимо дозволити 1-й польській дивізії ім. Т. Костюшка виступити на фронт у цей день». Очевидно, Сталін погодився з цією пропозицією.
1 вересня 1943 року костюшківці виїхали на фронт, незважаючи на те, що їхнє навчання так і не було завершено. Шлях дивізії до фронту склав 400 км і проходив через Коломну, Москву, Можайськ, Гжатськ і Вязьму. Минувши ці населені пункти, польські солдати були розквартировані в приміщеннях, раніше зайнятих німецькими частинами, в околицях сіл Степанково, Юркіно, Семльово, Селіваново і Богдановка.
У новому районі дислокації, що знаходився за 100 км від лінії фронту, дивізія перейшла в оперативне підпорядкування командувача Західним фронтом генерал-полковника Василя Соколовського. Польські солдати повинні були закінчити розпочату в селецьких таборах бойову підготовку, а також ознайомитися з новими тактичними прийомами і методами ведення бойових дій, які були розроблені Радянською Армією на основі досвіду, отриманого в першій половині 1943 року, особливо в боях на Курській дузі.
Серед нововведень були припинення існування неешелонованих підрозділів малого розміру, зменшення смуги наступу дивізії з 3-4 до 1,5 км, введення других ешелонів на рівні дивізії і організація трьохешелонованого складу на рівні полку. Нові методи, які треба було освоїти польським солдатам, включали також організацію піхотного наступу прямо за створюваним артилерією вогневим валом.
23 вересня 1943 року 1-ша польська дивізія почала марш у західному напрямку по так званому «варшавському шосе». Перегрупування проводилася у важких погодних умовах, переходи в основному були нічними, дивізії доводилося рухатися по заболоченим і розбитим дорогам. Дорога протяжністю 250 км проходила через Кубино, Сафоново, Ярослав, Смоленськ, Красне. Наприкінці вересня до дивізії приєдналася 1-ша танкова бригада, яка вийшла 22 вересня з таборів в районі Бєлоомута і залізничним транспортом перекинута до місця дислокації.
Під час маршу командування дивізії отримало наказ перейти в підпорядкування командармові 10-ї гвардійської армії генерал-лейтенанту К. П. Трубникову. У складі цієї армії дивізія повинна була взяти участь в основних битвах Оршанської операції; її завданням було знищення німецького опорного пункту в селі Ляди. Однак незабаром надійшов новий наказ, згідно з яким дивізія посилювала тридцять третю армію, передавшу 10-ї гвардійській більшість своїх частин і діяла на відволікаючому напрямку. Основним завданням 33-й армії була імітація масованого наступу — командування планувало зв'язати німецькі сили боєм на другорядній ділянці і не дати противнику можливості перекинути їх на головний напрямок проти 10-ї гвардійської армії. Радянська Армія широко використовувала таку практику, але польським воєначальникам про це ніхто не повідомив.

## Положення на центральній ділянці Західного фронту
Восени 1943 року основною стратегічною метою для обох протиборчих сторін на східноєвропейському театрі війни був Дніпро. Для німецьких військ одна з найдовших і найширших річок Європи могла стати відмінним оборонним рубежем; зміцнившись на його берегах, німці могли б змінити характер воєнних дій на суто позиційний.
Використовуючи високий західний берег річки та її незліченні притоки, німецьке командування організувало глибоко ешелоновану лінію оборони над Дніпром і його східним узбережжям, що спиралася також на річки Сож, Мерея, Проня та залізницю Вітебськ-Орша-Могильов. Ця оборонна лінія отримала в керівництві Вермахту назву «Східного валу». Головною метою німців було зупинити тривалий з липня 1943 наступ радянських військ, а потім перейти в контрнаступ проти ослаблених і виснажених подоланням природних водних перешкод радянських частин.
Штаб Верховного Головнокомандувача Червоної Армії розробив план осіннього наступу, згідно з яким передбачалося звільнити великі території України і Білорусі від окупації. 9 вересня була видана директива, що наказувала швидко і несподівано, навіть прямо з маршу, проводити форсування водних перешкод. Так почалася битва за Дніпро, одна з найскладніших і найбільш добре організованих операцій Другої світової війни. Війська Західного фронту, серед яких повинна була пройти бойове хрещення 1-ша піхотна дивізія ім. Т. Костюшка, відігравали важливу роль у цій битві.
З 7 серпня радянські частини безперервно наступали, звільнивши Єльню (30 серпня) і Ярцево (19 вересня), а 25 вересня вибили німців з стратегічно важливого Смоленська. До 2 жовтня війська Західного фронту вийшли на лінію Рудня-Ляди-Леніно-Горки-Чауси. Головною метою Західного фронту на початок жовтня 1943 стала ліквідація німецького плацдарму, обмеженого на східній стороні Дніпра селами Ляди і Лоєво. Верховне командування очікувало від воєначальників Західного фронту ліквідації всієї німецької оборони в районі так званої «смоленської стіни». Успіх цієї операції повинен був розвинути нестримний наступ в напрямку Вільнюса і Мінська. Заради цього радянські війська повинні були звільнити два сильних оборонних пункти, які утримувалися противником — Могильов і Оршу.
30 вересня військова рада Західного фронту представила Генеральному штабу план подальшого наступу. У документі підкреслювалося, що німецьке командування вживає величезні зусилля для зупинки просування радянських підрозділів. Командування фронту планувало прорвати німецьку оборону на рубежах річок Мерея і Проня до 1 жовтня, а потім, ще до середини місяця, форсувати Дніпро. Для реалізації цього задуму фронт просив надіслати велику кількість підкріплень; це прохання було задоволено лише частково.
3 жовтня головні сили фронту в складі 10-ї гвардійської, 21-ї і 33-ї армій перейшли в наступ, зупинений німцями на лінії Східного валу. Ставка наказала перенести головний удар наступу з центру в район правого крила фронту, на північ від Дніпра. Завдяки цьому військам не довелося б форсувати Дніпро, а Орша виявилася б звільнена ударом з північного сходу. За рішенням командування 21-ша і 33-тя армії, що діяли в центрі фронту, передали частину своїх сил арміям правого флангу.

## Характеристика території і німецької оборони

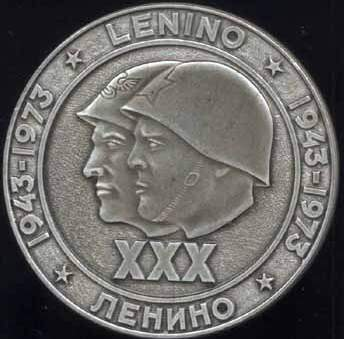
Медаль на честь тридцятиріччя битви під Леніно.

Територія, на якій повинна була діяти 33-тя армія, а в її складі і 1-ша польська дивізія, погано підходила для наступу. Між ділянкою, з якої повинна була наступати дивізія, і німецькими позиціями перебувала долина шириною в кількасот метрів, посеред якої протікала річка Мерея. Форсувати саму річку не склало б труднощів — її ширина становила 3-5 метрів, а глибина була невеликою. Справжню перешкоду представляла собою долина річки, в результаті осінніх дощів перетворилася на м'яке торф'яне болото, яке без проведення попередніх інженерних робіт було непрохідною для танків і важкого озброєння.
На західній стороні долини, де розташувалися частини Вермахту, знаходилися дві висоти — 217,6 і 215,5 метрів; через їх схили проходив передній край німецької оборони. Ці висоти надавали противнику можливість спостереження за позиціями польської дивізії на відстань до 5 км. Знаходилися на захід від Мереї населені пункти Ползухи, Тригубово, Пуничі легко було перетворити на відмінні захисні пункти, які зміцнювали загальну лінію німецької оборони.
Місцевість на схід від річки, де розміщувалися частини 1-ї дивізії, являла собою відкриту безлісну рівнину. Тільки на відстані 2-3 км від Мереї знаходилися зарості чагарнику, яри і молодий ліс, що дозволяли приховати важке озброєння та частини другого ешелону. На території розміщення польських частин розташовувалося скелясте узгір'я, що дозволяло спостерігати за противником на відстань до 4 км.
Характер рельєфу допомагав стороні, що оборонялась, і створював додаткові труднощі стороні, яка наступала. На напрямку дії 33-ї армії оборонявся 39-й танковий корпус німців під командуванням генерала Роберта Мартінека, який входив до складу 4-ї польової армії групи армій «Центр». Частини Вермахту складалися з однієї штурмової і трьох піхотних дивізій, однієї гренадерської танкової дивізії і загону СС. Підтримку військам генерала Мартінека надавали також артилерійські, додаткові танкові частини і авіація.
У смузі наступу 1-ї польської дивізії оборонялися підрозділи 337-ї піхотної дивізії генерал-лейтенанта Отто Шюнемана, реорганізованої у жовтні 1943 року і доповненої уцілілими бійцями 113-ї піхотної дивізії. До складу новосформованої 337-ї дивізії входили:
- командування і служби 337-ї піхотної дивізії;
- 313-й і 688-й гренадерський полки;
- 113-та дивізійна бойова група;
- 337-й механізований протитанковий артилерійський дивізіон;
- 337-й полк польової артилерії;
- 337-й фузілерний батальйон;
- 337-й саперний батальйон;
- 337-й батальйон зв'язку;
- 337-й резервний батальйон;
- загони забезпечення та обслуговування.

На озброєнні дивізії знаходилися 595 кулеметів, 76 важких і легких мінометів, 137 гармат різного калібру і 18 вогнеметів. Після реорганізації вона була поповнена до необхідного статутного складу як живою силою, так і технікою, тому до дня битви під Леніно вважалася повноцінним тактичним з'єднанням.
Німецька оборона складалася з двох позицій. Перша з них перебувала на висотах 217,6 і 215,5 й займала три траншеї. Опорним пунктом другої висоти, двохтраншейної, було село Пунічи. Німецькі частини займали добре підготовлені, побудовані під наглядом інженерів позиції, були частиною лінії Пантери. Загальна чисельність військ Вермахту в смузі наступу тридцять третій армії становила 20 000 солдатів. Розгром таких значних сил для ослабленої радянської дивізії був практично нездійсненним завданням.

## Завдання 1-ї польської піхотної дивізії і спільні завдання армії
7 жовтня 1943 генерал Берлінг і підполковник Сокорський були викликані в штаб генерала Гордова. Перед 33-ю армією ставилися наступні завдання: прорвати оборону 39-го танкового корпусу вермахту на п'ятикілометровому відрізку від Сукіно до хутора Романово; вийти до берега Дніпра, захопити переправу і зайняти плацдарм на протилежному березі річки, на південь від Орші. Провести цю операцію повинні було десять піхотних дивізій, один механізований корпус, одна окрема танкова бригада, три полки протитанкової артилерії, сім артилерійських бригад, три артилерійські полки, один мінометний полк, полк армійської розвідки, п'ять саперних і три понтонно-мостових батальйони.
1-й польській дивізії доручалося діяти в першому ешелоні, у центрі бойових порядків армії.
Як підтримка 1-ї польської піхотної дивізії були додані:
- 67-ма гаубична артилерійська бригада[10];
- полк легкої артилерії зі складу 144-ї стрілецької дивізії[10];
- полк легкої артилерії зі складу 164-ї стрілецької дивізії[10];
- 538-й мінометний полк[10];
- 298-й саперний батальйон[10].

Крім того, наступ 1-ї польської піхотної дивізії повинна була підтримати корпусна артилерійська група (4 гаубичні артилерійські бригади, 2 артилерійських полки, 2 бригади і один полк гвардійських мінометів) і авіація.
Завданням польських частин був прорив оборони противника на двохкілометровій ділянці від села Ползухи до висоти 215,5. Потім дивізії слід було організувати наступ у західному напрямку з метою досягнення рубежу річки Пнєвка, щоб пізніше атакувати в напрямку сіл Лосєво і Чурилово.
42-та стрілецька дивізія генерал-майора М. М. Мультана, чиї позиції розташовувалися праворуч від польської дивізії, а також 290-та дивізія генерал-майора І. Г. Гаспаряна, що займала позиції зліва від неї, отримали аналогічні накази в своїй смузі наступу.
9 жовтня дивізія досягла нового району дислокації — околиць населених пунктів Ладіще, Захвідово, Буди, Паньково. Генерал Берлінг почав проводити рекогносцировку, яка була перервана артилерійським обстрілом з боку німецьких частин. Таким чином, повністю вивчити оборону противника в долині Мереї польським військам не вдалося. На наступний день командир дивізії виклав генералу Гордову свої міркування щодо плану наступу, після чого накази були розіслані в підрозділи.
Польська дивізія йшла в свій перший бій в повному статутному складі, посилена полком середніх танків, ротою стрільців, озброєних протитанковими рушницями, фузільорною ротою 1-го жіночого батальйону і загороджувальним загоном. Загальна чисельність особового складу дивізії разом з 1-м танковим полком до 11 жовтня складала 12683 солдата, у тому числі 994 офіцера, 2560 підофіцерів і 9129 рядових. Незважаючи на те, що кількість живої сили перевищувала статутну, дивізії не вистачало 100 офіцерів і 918 підофіцерів. Польські частини мали на озброєнні 41 танк, 335 протитанкових рушниць, 391 гармата різних калібрів, 1724 автомата і 673 кулемета.
У зв'язку з тим, що більшість польських офіцерів, що знаходилися на території СРСР, пішли з армією Андерса до Ірану або загинули в Катині, серед нового контингенту добровольців відчувалася явна нестача колишніх командирів, які мали бойовий досвід. До 6 липня 1943 в 1-й польській дивізії налічувалося тільки 195 офіцерів, тобто приблизно п'ята частина статутної кількості. Для навчання командирів на місці була організована дивізійна школа підхорунжих. За вісім тижнів вона підготувала 153 хорунжих і 12 підхорунжих. Значну допомогу в комплектуванні командного складу польських частин надала Червона Армія: на прохання командування дивізії радянський уряд відправив до неї до кінця війни велику кількість офіцерів (в основному поляків за походженням). До 6 липня 1943 їх прибуло понад 450 осіб, що становило приблизно дві третини всього офіцерського складу дивізії.
Особовий склад і озброєння дивізії в порівнянні з сусідніми по фронту підрозділами (42-ю і 290-ю дивізіями, які налічували, відповідно, 4646 і 4345 солдатів) були більшими, що дозволяло говорити про польські частини як про добірні формування. Перед боєм дивізія була розподілена по позиціях відповідно до новітніх тактичних теорій. На правому крилі наступав 2-й піхотний полк підполковника Гвідона Червінського, на лівому — 1-й піхотний полк підполковника Франциска Деркса, другий ешелон склав 3-й піхотний полк підполковника Тадеуша Піотровського. Глибина ближнього завдання для полків першого ешелону становила 1,5 км, глибина подальших рубежів поставленого завдання — 7 км.
Загальна концепція наступу (як для 1-го, так і для 2-го полків) припускала прорив оборони противника силами одного батальйону з подальшим введенням в бій інших батальйонів і зайняттям зазначених рубежів. Головними цілями 2-го полку були села Ползухи і Пуничі, а дії 1-го полку були направлені на оволодіння висотою 215,5. Важливе завдання в майбутній битві отримали і танкові частини: розділившись на роти, вони повинні були підтримувати піхоту на полі бою.
Часом бойової готовності генерал Гордов призначив 8 год. вечора 11 жовтня. Наступ мав розпочатися після стохвилинної артпідготовки. У ніч з 9 на 10 жовтня 1943 1-й батальйон 1-го полку майора Броніслава Лаховича змінив на позиціях радянський батальйон 459-го піхотного полку 42-ї піхотної дивізії, а 1-й батальйон 2-го полку капітана Славінського зайняв свою ділянку на добу пізніше. У ніч з 10 на 11 жовтня за наказом командарма була проведена розвідка боєм проти флангу німецької оборони. Завдяки цьому вдалося скласти схему ворожих укріплень, але в той же час польські частини демаскувались.
Увечері 11 жовтня генерал Берлінг отримав наказ від командарма про нову розвідку боєм, призначеної на 6 год. ранку 12 жовтня. Її планувалося провести силами батальйону піхоти за підтримки артилерійського дивізіону. Польський комдив намагався наполягти на організації розвідгруп, однак генерал Степан Кінос'ян відмовив йому в цьому, заявивши, що розвідка може перерости в загальний наступ всієї дивізії.
Відомо, що напередодні бою на сторону вермахту перейшли деякі солдати 1-ї польської дивізії (чисельністю до декількох десятків), поінформувавши німців про підготовку наступу радянських військ і вказавши місце розташування штабу 33-ї армії. Знаючи, що в атаку піде польська дивізія, німці почали транслювати пропагандистські передачі польською мовою, під час яких програвали запис мазурки Домбровського, а також закликали польських солдатів переходити на їхній бік, розправлятися з комуністами, євреями і політпрацівниками.

## 12 жовтня 1943— перший день битви

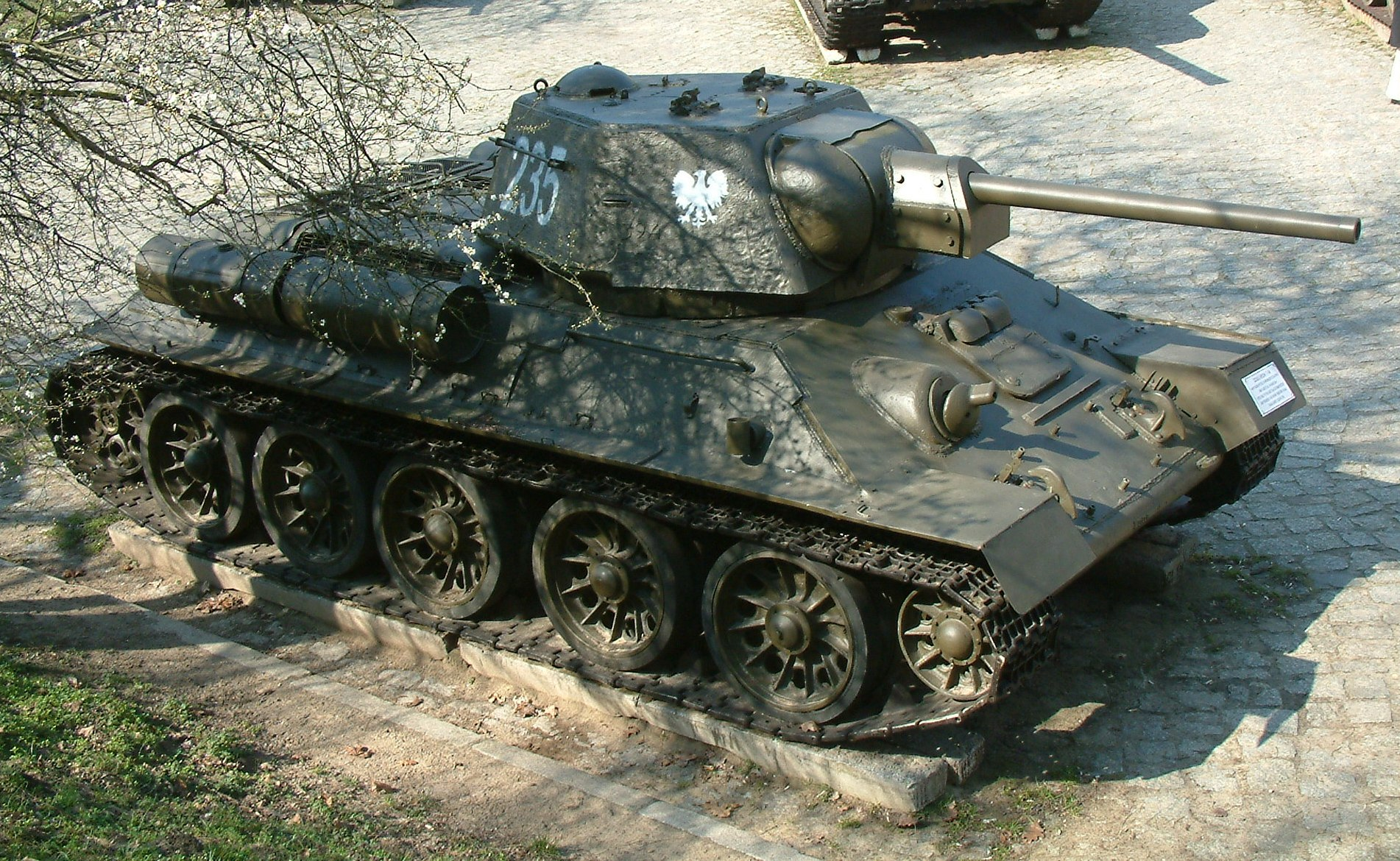
Танк Т-34 1-ї бригади ім. Героїв Вестерплатте.

12 жовтня 1943, відповідно до наказу командування, о 5:55 ранку почався п'ятихвилинний артобстріл німецьких позицій, після якого 1-й батальйон 1-го полку під командуванням майора Лаховича почав атаку. Через сильний обстріл вона захлинулася; зазнавши великі втрати, батальйон заліг у підніжжя висоти 215,5, окопався і став чекати початку головного наступу.
Відповідно до прийнятого плану артпідготовка наступу повинна була початися о 8:20 і тривати 100 хвилин. Однак через густий туман, що опустився на долину Мереї і заважав спостереженню, її початок було перенесено на 9:20. Саме в цей час почала працювати артилерія, проте менш ніж через 40 хвилин обстріл припинили за наказом Гордова, який радився з командиром артилерії армії, генерал-лейтенантом Бодровим. Гордов кинув у бій піхотні частини, наказавши артилеристам організувати обмежений вогневий вал для підтримки наступу.
О 10:30, за сигналом зеленої ракети, 1-й, а потім і 2-й піхотні полки почали атаку на німецькі позиції. Батальйони першого ешелону йшли на німецькі траншеї шеренгами; в історію увійшла фраза одного з радянських спостерігачів: «Молодці поляки, на повний зріст йдуть!». Близько 11:00 перші батальйони зайняли передню лінію німецьких траншей. Сусідні радянські дивізії, навпаки, не добилися жодних успіхів в атаці. 42-га дивізія залягла біля підніжжя висоти 217,6, а 290-та — в 200 метрах від переднього краю німецької оборони.
Після оволодіння першою лінією німецьких позицій у польських частин з'явилася можливість виконати поставлене перед ними завдання по заняттю населених пунктів. 1-й полк мав зайняти Трегубово, а 2-й — Ползухи. Село Трегубово було важливим пунктом в системі оборони військ Вермахту, і його взяття забезпечило б успіх подальших дій 1-го полку. Першу атаку на цю позицію провів батальйон майора Лаховича, який загинув в бою, як і його заступник поручик Пазінський. Проте, батальйон продовжував наступ, зайнявши позицію коло стежки, що пов'язувала Трегубово з висотою 215,5. Німці змушені були відступити з села і спробували контратакувати на лівому фланзі батальйону, однак були відбиті завдяки вступу в бій 2-го батальйону поручика Вишневського. Деякий час поляки боролися за позицію, яка кілька разів переходила з рук в руки, але через відсутність підтримки від 855-го полку 290-ї дивізії, а також через те, що боєприпаси підійшли до кінця, відійшли, закріпившись на східній околиці села . Близько 14:00 безперервні німецькі атаки призвели до великих втрат в батальйонах 1-го полку, який врятувало від розгрому прийняття командування полковником Кіневичем. Через великі втрати, особливо в командному складі, полк перейшов до оборони на бічній стороні висоти 215,5.
У смузі наступу 2-го полку головну роль грав населений пункт Ползухи. Оволодіння цим селом гарантувало подальше просування і виконання завдань, поставлених перед усією дивізією. 1-й батальйон капітана Славинського швидко захопив другу лінію німецьких окопів, а наступні лінії позицій Вермахту розташовувалися на безіменній висоті. Рота правого флангу підійшла до Ползухів, коли інші підрозділи ще перебували в районі Пунічей. У цей час ворог спробував застосувати хитрість, зобразивши відступ одночасно з нападом бойових груп на поляків із засідок. Цей маневр провалився, оскільки польські солдати дали відсіч. Підполковник Червінський вирішив атакувати селище з трьох сторін. 2-й батальйон поручика Якименка наступав зі сходу, 3-й капітана Карповича атакував після глибокого обходу з південного заходу, 1-й капітана Славинського — з півдня. Бої коло Ползух, як і коло села Трегубова, носили запеклий характер, однак о 14:00 батальйон Якименка зайняв опорний пункт німців.
Близько полудня, коли розпогодилося, з'явилася німецька авіація. Літаки Ju — 88 і Ju — 87 почали атаки на польську піхоту, позбавлену зенітного озброєння, заходячи групами по 12-24 машин. Також метою німецьких льотчиків були переправи через Мерею. До 11:00 в бій вступили танки. Першою до переправи підійшла 2-га танкова рота підпоручика Яна Калініна, однак через погану якість переправи п'ять машин застрягли в долині, ще дві зупинилися, знерухомлені, а решту три танки рушили до переправи біля Леніно. Годиною пізніше переправу початку 4-та рота танків Т-70, проте і з її складу форсувати річку вдалося тільки двом танкам.
О 12:10 до переправи підійшла 1-ша рота поручика Павла Мішури. Вона була змушена відправитися до містка, приготовленого саперами для 5-го механізованого корпусу. До 15:00 через Мерею вдалося переправити 5 танків; до вечора 1-й танковий полк зумів доставити на західний берег річки половину своїх машин, втративши п'ять з них. Можна стверджувати, що із зазначених причин танки не брали участі в битві, а їх відсутність на полі бою була досить відчутною.
О 14:00 польський наступ було зупинено, і почалися сутички за утримання зайнятих позицій. На лівому фланзі знову спалахнули запеклі бої за Трегубово. Німці, підтягнувши значні сили, організували потужні атаки на польські позиції, стримати які вдалося тільки завдяки відмінному розташуванню артилерії під командуванням полковника В. Бевзюка.
Німці, атакуючи з висоти 217,6 за підтримки з повітря, до заходу вибили поляків з Ползух. Увечері генерал Берлінг наказав повернути контроль над селом. На лівому фланзі, на прохання полковника Кіневича, знекровлений 1-й полк був відведений до другого ешелону, а в перший висунутий 3-й полк підполковника Тадеуша Піотровського. Солдати цього полку зуміли зайняти висоту 215,5, а також безіменну висоту, і закріпитися на них.
За наказом комдива 2-й і 3-й полки, підтримані 3-ю танковою ротою (16 танків), провели нічну атаку. Однак вона не дала помітного просування, так як німці, бажаючи повернути втрачені позиції, перекидали підкріплення в район, що оборонявся. Під покровом ночі також були проведені упорядкування стиків, поповнення боєприпасів і харчування, евакуація поранених.
Після першого дня битви генерал Берлінг оцінював ситуацію, що склалася в підрозділах, як вкрай важку. У своїх спогадах він писав, що вважав битву 33-й армії програною в першій фазі. Її повторення на наступний день суперечило здоровому глузду. Щоб домогтися успіху, потрібно було провести безліч змін. Проте, не дивлячись на великі втрати, понесені дивізією, генерал Гордов наказав продовжити атаку на наступний день. Перед її початком він запланував 20-хвилинну артпідготовку. Берлінг писав: «Гордов, незважаючи на мотиви своїх вчинків, незважаючи на те, чи був він дурнем або божевільним — був мерзотником».